# پیرو دی‌برناردی
پیرو دی‌برناردی (ایتالیایی: Piero De Bernardi؛ ۱۲ آوریل ۱۹۲۶ – ۸ ژانویهٔ ۲۰۱۰) یک فیلم‌نامه‌نویس اهل ایتالیا بود. وی بین سال‌های ۱۹۵۴ تا ۲۰۱۰ میلادی فعالیت می‌کرد.

## فیلم‌شناسی
- امشب در منزل آلیس
- اسمش را آندره‌آ می‌گذاریم
- ارواح – به سبک ایتالیایی
- ازدواج به سبک ایتالیایی
- دوستان من
- شادی زندگی
- هم‌کلاسی‌ها
- زندگی وردی
- شب بخیر، آقایان و خانم‌ها
- دکتر جکیل و بانوی مهربان
- دن کامیلو: عالی‌جناب
- دن کامیلو و عالی‌جناب پپونه
- در عشق، هر لذتی با رنج همراه است
- اعتراض عمومی
- بانیوماریا
- بگذار خودمان را مسلح کنیم و شما به جبهه بروید!